# 凯尔茜·沃尔特斯
凯尔茜·沃尔特斯（英語：Kelsi Walters，1994年4月13日—），新西兰女子赛艇运动员。她曾代表新西兰参加美国萨拉索塔举行的2017年世界赛艇锦标赛，获得女子八人单桨有舵手铜牌。